# Crocifissione (Filippino Lippi)
La Crocifissione è un dipinto a tempera su tavola (31,2x23,5 cm) di Filippino Lippi, databile al 1501 circa e conservato nel Museo civico di Prato.

## Storia
L'opera, di piccolo formato, è nota a Berlino agli inizi del XX secolo nella Zantpoort. Nel 1928 passò a Fritz Rothmann e nel 1933 venne portata a Firenze dal mercante d'arte Alessandro Contini-Bonacossi, che lo stesso anno la rivendette a Simon Guggenheim a New York. Nel 1955 entrò nelle collezioni del Denver Art Museum, che l'ha messa in vendita il 27 gennaio 2010 a un'asta di Christie's per un riordino delle proprie collezioni. In quell'occasione venne acquistata dal Comune di Prato, tornando forse nella città per la quale era stata originariamente dipinta.
La tavola era stata esposta nel 1939 all'Esposizione Universale di New York.

## Descrizione e stile
Il piccolo crocifisso ricalca l'immagine di una Crocifissione tra Maria e san Francesco su tavola di Filippino, già nello Staatliche Museen di Berlino, distrutta durante la seconda guerra mondiale.
Opera della maturità dell'artista, probabilmente commissionata nell'ambito dei seguaci di Savonarola, è giunta fino a noi in eccellenti condizioni di conservazione. Gesù è rappresentato sulla Croce con uno sfondo nero, in una posizione di intento patetismo che fa pensare a un'opera per la devozione privata, da guardare in posizione ravvicinata. Grande attenzione è data alla resa anatomica del corpo di Cristo che è vestito da un perizoma complessamente panneggiato.